# Broompark
Broompark – wieś w Anglii, w hrabstwie Durham. Leży 3 km na zachód od miasta Durham i 376 km na północ od Londynu.